# Isaac van den Bosch
Viceadmiraal Isaac van den Bosch ('s-Gravenzande, 11 september 1852 – 's-Gravenhage, 30 september 1932) was een Nederlands militair.
Van den Bosch begon in 1868 met zijn officiersopleiding aan het Koninklijk Instituut voor de Marine. Voor zijn verdiensten tijdens de expeditie naar Bali in 1906 werd hij benoemd tot ridder in de Militaire Willems-Orde. In 1907 werd hij als schout-bij-nacht commandant van de Marine in Willemsoord en commandant van de stelling van Den Helder. In 1909 werd hij bevorderd tot vice-admiraal.
In 1910 nam Van den Bosch vrijwillig ontslag na een aanvaring met de eerste vlootpredikant van de marine, ds. Warners. Na geruchten dat Warners op ongeoorloofde wijze censuur pleegde op de lectuur van arrestanten, diende Van den Bosch direct een klacht in bij de minister van Marine, Jan Wentholt. Eind van dat jaar diende hij zijn ontslag in.
In 1927 werd de gepensioneerde marineofficier kanselier van de Nederlandse Ridderorden. In die functie drong hij bij minister-president Dirk Jan de Geer aan op het indienen van een ontwerpwet op de Militaire Willems-Orde zoals die al sinds 1918 gereed lag. Dit op ideeën van luitenant-generaal F.H.A. Sabron berustende ontwerp van wet werd pas in de zomer van 1940 ingediend. De Geer had op 14 mei 1928 laten weten "dat het aanhangig maken van onderwerpen als decoratiën niet dan bij strikte noodzaak mocht geschieden". Voor de weduwen en wezen van Ridders kon voorlopig niets worden geregeld.
Isaac van den Bosch was ridder in de Militaire Willems-Orde en in de Orde van de Nederlandse Leeuw, Grootofficier in de Orde van Oranje-Nassau (niet met de zwaarden), Officier in de Orde van Oranje-Nassau met de zwaarden en droeg het Ereteken voor Belangrijke Krijgsbedrijven.
Zijn zoon Iman Jacob van den Bosch zat tijdens de Tweede Wereldoorlog in het verzet.